# 国立病院機構山形病院

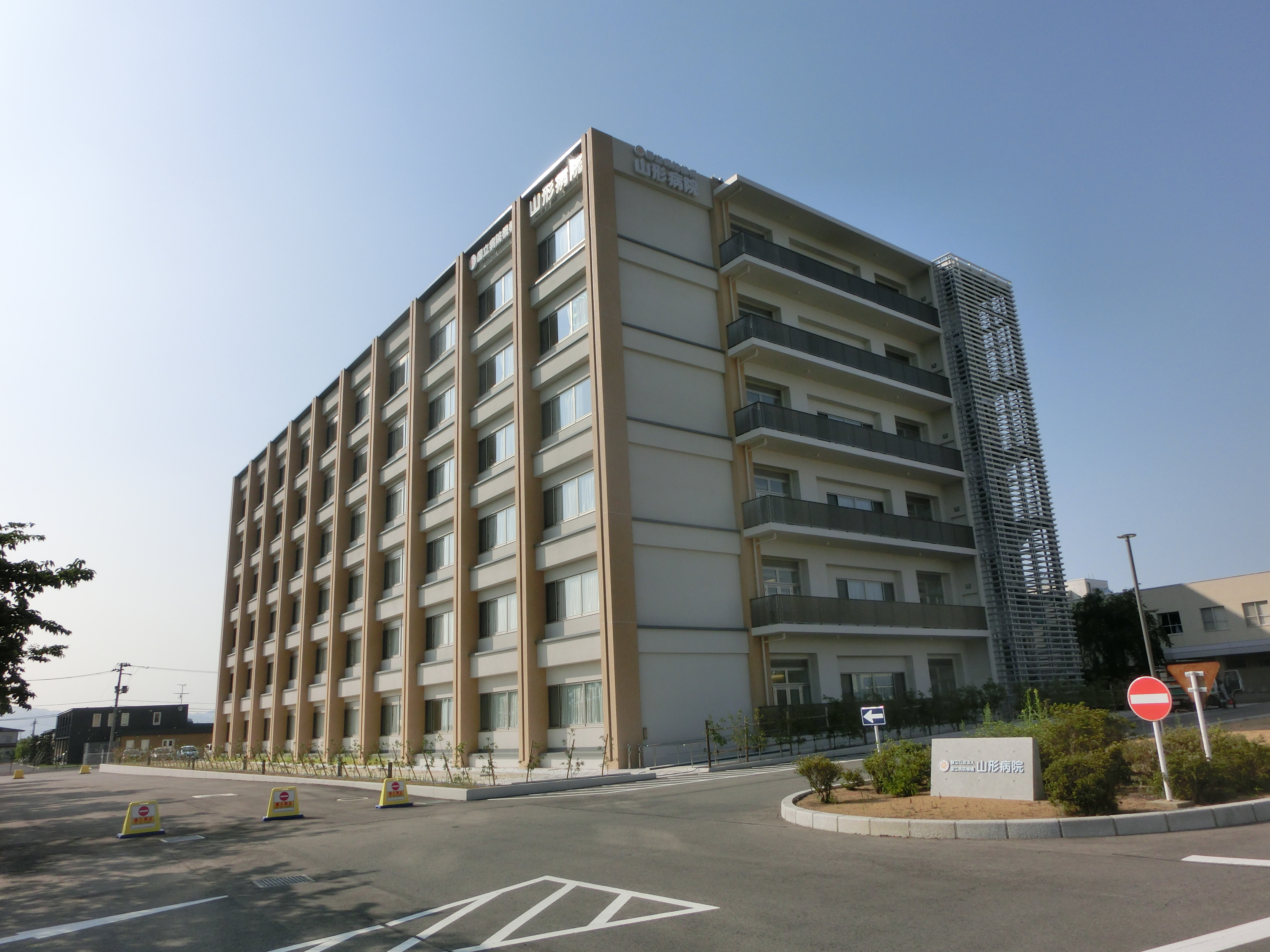
入院棟

独立行政法人国立病院機構山形病院（どくりつぎょうせいほうじんこくりつびょういんきこうやまがたびょういん）は、山形県山形市にある医療機関。独立行政法人国立病院機構が運営する病院である。旧国立療養所山形病院。政策医療分野における神経・筋疾患、呼吸器疾患（結核を含む）、重症心身障害の専門医療施設である。また看護学校を併設する。さらに山形県立山形養護学校が隣接しており、入院しながらの通学が可能となっている。
第5次山形県保健医療計画では、山形県立総合療育訓練センター（上山市）、山形県立新庄病院（新庄市）、国立病院機構米沢病院（米沢市）とともに、療養・療育支援機関に位置づけられている。

## 沿革
- 1974年10月1日 - 国立療養所左沢光風園と国立療養所山形晴山荘を統合し、国立療養所山形病院が発足。
- 2001年1月6日 - 厚生労働省へ移管。
- 2004年4月1日 - 独立行政法人国立病院機構の発足に伴い、現名称に改称。
- 2012年12月2日 - 新病棟稼働。

## 診療科
- 内科
- 神経内科
- 呼吸器科
- 小児科
- 小児精神科
- てんかんセンター
- リハビリテーション科
- 糖尿病専門外来
- 頭痛/めまい/しびれ外来
- 歯科
- 耳鼻科
- 整形外科
- 循環器科
- 皮膚科
- 高次脳機能障がい外来

## 医療機関の指定等
- 保険医療機関
- 労災保険指定医療機関
- 身体障害者福祉法指定医の配置されている医療機関
- 生活保護法指定医療機関
- 結核指定医療機関
- 特定疾患治療研究事業委託医療機関
- 小児慢性特定疾患治療研究事業委託医療機関
- 第二種感染症指定医療機関[2]

## 交通アクセス
- JR東日本山形駅より山交バス山形病院行で終点下車。または寒河江・谷地方面バスで山形病院口下車、徒歩4分。